# Positive Psychologie
Der Begriff Positive Psychologie wurde 1954 von dem US-amerikanischen Psychologen Abraham Maslow erstmals verwendet und fand in den 1990er Jahren durch den US-amerikanischen Psychologen Martin Seligman breite Aufmerksamkeit. Im Gegensatz zur meist defizitorientierten klinischen Psychologie konzentriert sich die Positive Psychologie auf die positiven Aspekte des Menschseins; so stehen etwa Glück, Optimismus, Geborgenheit, Vertrauen, individuelle Stärken, Verzeihen (Vergebung) oder auch Solidarität im Mittelpunkt der Betrachtung. Inzwischen bezeichnet der Begriff eine Strömung (oder Schule) innerhalb der Psychologie.

## Entstehung
Der Begriff „Positive Psychology“ wurde 1954 von Abraham Maslow geprägt. Die Positive Psychologie knüpft mit ihrer Sichtweise an Ideen der Humanistischen Psychologie an. Viele ihrer Aspekte sind bereits in der ressourcenorientierten Psychotherapie zu finden. Der Blick auf die positiven Seiten der menschlichen Existenz ist in der Geschichte der wissenschaftlichen Psychologie nicht neu, jedoch das Bemühen um wissenschaftliche Fundierung auf breiter Basis. Im Jahr 1998 gewann der Begriff „Positive Psychology“ erneut an Popularität, als der US-amerikanische Psychologe Martin Seligman das Konzept der Positiven Psychologie aufgriff und als Thema für seine Amtszeit als Präsident der American Psychological Association wählte.

## Schwerpunkte
Im US-amerikanischen und angelsächsischen Raum spielen Charakterstärken bzw. Tugenden (virtues) eine bedeutende Rolle in der Forschung zur Positiven Psychologie. Christopher Peterson (1950–2012) und Martin Seligman unterschieden 2004 sechs Tugenden und ordneten ihnen insgesamt 24 Charakterstärken zu:
- Weisheit und Wissen (kognitive Stärken): Kreativität, Neugier, Aufgeschlossenheit, Lernfreude, Perspektive
- Courage (emotionale Stärken): Tapferkeit, Beharrlichkeit, Integrität, Vitalität
- Menschlichkeit (interpersonale Stärken): Liebe, Freundlichkeit, soziale Intelligenz
- Gerechtigkeit (zivile Stärken): soziale Verantwortung, Fairness, Führungsstärke
- Mäßigung (Stärken, die gegen Exzesse schützen): Vergeben und Mitleid, Demut und Bescheidenheit, Besonnenheit, Selbstregulation
- Transzendenz (spirituelle Stärken, die mit Bedeutsamkeit zu tun haben): Wertschätzung von Schönheit und Exzellenz, Dankbarkeit, Hoffnung, Humor, Spiritualität.

Park, Peterson und Seligman führten zahlreiche empirische Studien in Verbindung mit der Identifikation menschlicher Charakterstärken durch. Auch in der kontinental-europäischen Forschung zur Positiven Psychologie im Bildungskontext spielen Kernqualitäten eine wichtige Rolle, beispielsweise in Untersuchungen zur Förderung der persönlichen Fähigkeiten von Menschen durch positive Aktivitäten.

## Anwendungsbereiche
Seit der Begründung der Positiven Psychologie macht sich auch die Unternehmenspraxis deren Erkenntnisse zunutze, beispielsweise in Form des Positive-Leadership-Konzepts im angelsächsischen Raum. Erziehung und Bildung sind weitere Anwendungsbereiche, in denen die Positive Psychologie in der Arbeitswelt an Bedeutung gewonnen hat.

## Ausbildung
Die Positive Psychologie ist kein fester Bestandteil der universitären Ausbildung in Deutschland. Aus- und Weiterbildungen im deutschen Sprachraum werden bislang vorwiegend von privaten Instituten realisiert. Seit 2015 besteht die Möglichkeit, ein CAS an der Universität Zürich zu absolvieren. Mit dem Wintersemester 2018/2019 wurde erstmals auch in Deutschland ein einsemestriges universitäres Weiterbildungsstudium an der Universität Trier unter der Leitung von Michaela Brohm-Badry angeboten: Zukunftsmanagement und Positiver Wandel (ZUPO) – Positive Psychologie, Bildung und Philosophie. Seit 2021 ist es auch in Deutschland möglich, ein vollständiges Masterstudium in Positiver Psychologie und Coaching zu absolvieren. Deutschlands erster Masterstudiengang steht unter der Leitung von Judith Mangelsdorf und ist im Rahmen einer Kooperation der Deutschen Gesellschaft für Positive Psychologie (DGPP) und der Deutschen Hochschule für Gesundheit und Sport (DHGS) in Berlin, Hamburg und Ismaning studierbar.

## Kritik
Positive Psychologie steht in der Kritik. Insbesondere wird ihr vorgeworfen, die Anhänger würden unter dem Deckmantel eines „positiven Menschenbildes“ einer Ideologie anhängen, die einen Menschentyp nach den Maßgaben ökonomischer Verwertbarkeit proklamiert und glaubt, Menschen umprogrammieren zu können. Insbesondere der Charaktertest der Positiven Psychologie müsse sich den Gütekriterien der wissenschaftlichen Psychologie stellen.
Nach der Überprüfung einiger Studien konnten positive Auswirkungen auf an Depressionen erkrankte Menschen überhaupt nicht mehr festgestellt werden.